# Brévonnes
Brévonnes é uma comuna francesa na região administrativa de Grande Leste, no departamento de Aube. Estende-se por uma área de 19,77 km². Em 2010 a comuna tinha 689 habitantes (densidade: 34,9 hab./km²).